# Mount Drysdale
Mount Drysdale är ett berg i Kanada.   Det ligger i provinsen British Columbia, i den centrala delen av landet, 3 000 km väster om huvudstaden Ottawa. Toppen på Mount Drysdale är 2 897 meter över havet, eller 136 meter över den omgivande terrängen. Bredden vid basen är 0,45 km.
Terrängen runt Mount Drysdale är huvudsakligen bergig, men norrut är den kuperad.Trakten runt Mount Drysdale är nära nog obefolkad, med mindre än två invånare per kvadratkilometer.. Det finns inga samhällen i närheten. 
I omgivningarna runt Mount Drysdale växer i huvudsak barrskog.